# Ponte Giorgio V
Il ponte di Orléans, denominato nel corso dei secoli pont Royal, pont National e, durante la prima guerra mondiale, ponte Giorgio V in onore del re d'Inghilterra Giorgio V, è un ponte in muratura che attraversa la Loira ad Orléans, dipartimento di Loiret in Francia.
Venne costruito dal 1751 al 1763 su progetto di Jean Hupeau su commissione di Daniel Trudaine, consigliere di Stato e intendente delle finanze. I lavori vennero diretti da Hupeau, assistito da Robert Soyer.

## Denominazione
Durante la costruzione venne denominato pont d'Orléans e con l'inaugurazione gli venne dato il nome di pont Royal. Secondo David Ojalvo, venne ribattezzato pont National durante la Rivoluzione francese. Venne ridenominato ponte Giorgio V all'inizio della prima guerra mondiale in onore del re d'Inghilterra Giorgio V

## Descrizione
Il ponte è costituito da 9 archi con luce variabile dal centro verso le rive. Gli archi sono a manico di cesta a cinque centri, di cui il più largo ha una luce di 32,5 metri, ed è lungo 325 metri.

Elevazione del ponte George V nel suo stato del 1985. Le fondamenta sono rappresentate com e erano prima che fossero ingabbiate nel 1986